# Pycnoporus sanguineus
Pycnoporus sanguineus es un hongo saprobiótico responsable de la pudrición blanca de la madera. Se descubrió en la isla de Guana (en las Islas Vírgenes), sin embargo se encuentra en los trópicos, generalmente creciendo sobre troncos muertos. Presenta un crecimiento en forma de disco unido lateralmente al sustrato. Color naranja intenso, con anillos concéntricos en la cara superior de y poros diminutos en la cara inferior. No es comestible debido a que presentan una textura dura.
También es un patógeno vegetal que infecta plátanos y mangos.

## Usos
Pycnoporus sanguineus se utiliza con fines industriales y medicinales en todo el mundo. Un compuesto extraído de las tapas llamado cinabarina es utilizado en las industrias textiles para la decoloración parcial y completa de ciertos pigmentos. Otros usos incluyen métodos de prueba en productos de tratamiento de madera y enzimas utilizadas en la biorremediación del petróleo crudo. Los usos medicinales fueron utilizados tradicionalmente por primera vez por los nativos en las áreas circundantes de esta especie. Los usos medicinales de P. sanguineus ayudan a aliviar los síntomas de las siguientes enfermedades: artritis, gota, estíptico, dolores de garganta, úlceras, dolores de dientes, fiebres y hemorragias.  También muestra numerosas propiedades antibacterianas contra E. coli, K. pneumoniae, P. aeroginosa, S. typhi y S. aureus al inhibir vías metabólicas específicas. Actualmente, P. sanguineus se está utilizando en medicina para la absorción de ciertos metales pesados contenidos en el torrente sanguíneo y cáncer . 

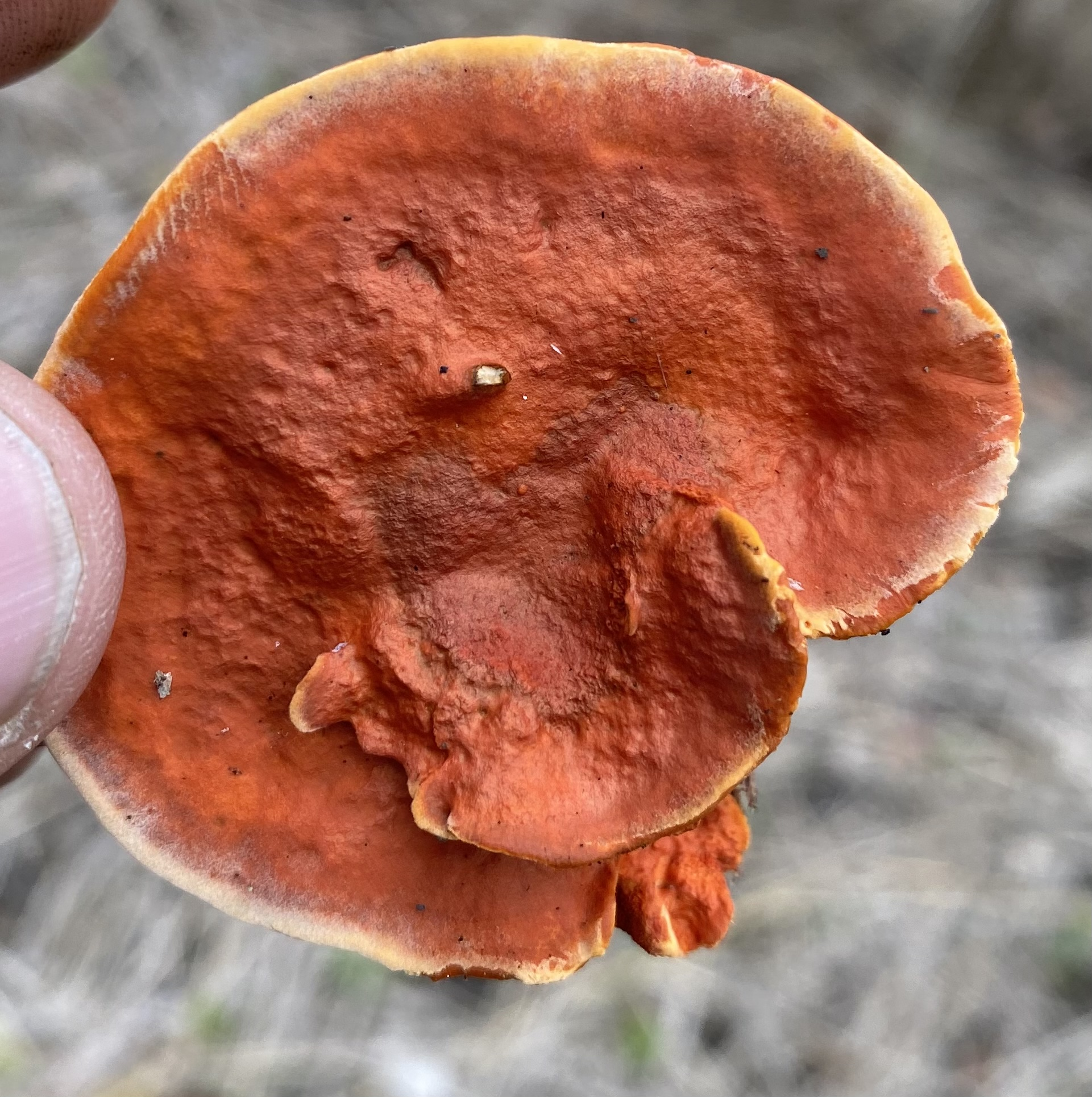
Pycnoporus